# Saint Marks (Florida)
Saint Marks ist eine Stadt im Wakulla County im US-Bundesstaat Florida mit 293 Einwohnern (Stand: 2010). 

## Geographie
St. Marks befindet sich an der Mündung des St. Marks River in den Wakulla River. Die Stadt liegt rund 20 Kilometer östlich von Crawfordville sowie etwa 25 Kilometer südlich von Tallahassee.
Die Stadt wird vom Florida Trail passiert.

## Geschichte
Der Ort wurde im 17. Jahrhundert von den Spaniern zur Zeit der Spanischen Kolonie Florida unter dem Namen San Marcos de Apalache gegründet. Der direkt an der Flussmündung gelegene San Marcos de Apalache Historic State Park am Südrand der Stadt erinnert an diese Zeit.
Die Tallahassee Railroad wurde 1837 eröffnet und war damit eine der ersten Eisenbahnstrecken im heutigen Gebiet Floridas. Sie verband St. Marks auf einer rund 35 Kilometer langen Strecke mit Tallahassee, der damaligen Hauptstadt des Florida-Territoriums. Von 1839 bis 1843 existierte zwischenzeitlich eine Verlängerung nach Port Leon direkt an der Golfküste, die nach Zerstörungen durch einen Hurrikan aber wieder eingestellt werden musste. 1983 wurde die Strecke schließlich durch die Seaboard Coast Line Railroad stillgelegt und die Trasse an das Florida Department of Transportation verkauft. Heute verläuft auf ihr der Tallahassee-St. Marks Historic Railroad State Trail.

## Demographische Daten
Laut der Volkszählung 2010 verteilten sich die damaligen 293 Einwohner auf 187 Haushalte. Die Bevölkerungsdichte lag bei 58,6 Einw./km². 96,9 % der Bevölkerung bezeichneten sich als Weiße, 1,7 % als Afroamerikaner, 0,3 % als Indianer und 0,3 % als Asian Americans. 0,7 % gaben die Angehörigkeit zu mehreren Ethnien an.
Im Jahr 2010 lebten in 21,4 % aller Haushalte Kinder unter 18 Jahren sowie 24,8 % aller Haushalte Personen mit mindestens 65 Jahren. 54,5 % der Haushalte waren Familienhaushalte (bestehend aus verheirateten Paaren mit oder ohne Nachkommen bzw. einem Elternteil mit Nachkomme). Die durchschnittliche Größe eines Haushalts lag bei 2,02 Personen und die durchschnittliche Familiengröße bei 2,62 Personen.
18,5 % der Bevölkerung waren jünger als 20 Jahre, 19,4 % waren 20 bis 39 Jahre alt, 39,6 % waren 40 bis 59 Jahre alt und 22,5 % waren mindestens 60 Jahre alt. Das mittlere Alter betrug 47 Jahre. 49,1 % der Bevölkerung waren männlich und 50,9 % weiblich.
Das durchschnittliche Jahreseinkommen lag bei 58.750 $, dabei lebten 4,5 % der Bevölkerung unter der Armutsgrenze.
Im Jahr 2000 war Englisch die Muttersprache von 100 % der Bevölkerung.

## Sehenswürdigkeiten
Das Fort San Marcos de Apalache sowie das St. Marks Lighthouse im St. Marks National Wildlife Refuge sind im National Register of Historic Places gelistet.

## Verkehr
Der nächste Flughafen ist der rund 30 Kilometer nördlich gelegene Tallahassee International Airport.